# Microgaster guamensis
Microgaster guamensis är en stekelart som beskrevs av Holmgren 1868. Microgaster guamensis ingår i släktet Microgaster och familjen bracksteklar. Inga underarter finns listade i Catalogue of Life.